# Comité Olímpico Nacional de Moçambique
O Comité Olímpico Nacional de Moçambique (CONM) é um membro do Comité Olímpico Internacional e como Comité Olímpico Nacional organiza os eventos de carácter olímpico em Moçambique e fiscaliza e organiza os desportos que terão representação do país nos Jogos Olímpicos. Criado em 1978, o CONM faz parte da Associação dos Comités Olímpicos Nacionais de África e é membro fundador da Associação dos Comités Olímpicos de Língua Oficial Portuguesa.

## Federações
Lista das federações de desportos olímpicos filiadas ao CONM.
- Federação Moçambicana de Andebol
- Federação Moçambicana de Atletismo
- Federação Moçambicana de Badminton
- Federação Moçambicana de Basquetebol
- Federação Moçambicana de Ciclismo
- Federação Moçambicana de Futebol
- Federação Moçambicana de Judo
- Federação Moçambicana de Natação
- Federação Moçambicana de Ténis
- Federação Moçambicana de Vela e Canoagem
- Federação Moçambicana de Voleibol